# Convento de las Madres Micaelas
El Convento de las Madres Micaelas fue una institución religiosa de clausura fundada por la vizcondesa de Jorbalán, María Micaela (Divina Pastora), en el Madrid decimonónico, siendo su objetivo la corrección de mujeres extraviadas mediante el trabajo y la oración cristiana. El edificio se ubica en un caserón del barrio madrileño de Chamberí que en el siglo XIX se encontraba en el extrarradio de la ciudad. El nombre popular del convento se debe a su fundadora. La novela de Benito Pérez Galdós titulada Fortunata y Jacinta publicada en 1887 retrata el aspecto social del convento.

## Historia
El único edificio madrileño dedicado al cuidado de las mujeres abandonadas, pero con enfermedades infecciosas, era el Hospital de San Juan de Dios.  El convento se trata de una de las primeras fundaciones de la congregación de las Adoratrices Esclavas del Santísimo Sacramento y de la Caridad que en 1845 obtiene el permiso papal para ejercer la caridad en Madrid. La idea era la acoger a mujeres «desamparadas» que se encontraban entre los 15 y 25 años con la condición previa de no estar enfermas. Las mujeres se educaban bajo la advocación de san Miguel Arcángel. Se establecía la necesidad de tres años para cimentar su virtud. A mediados del siglo XIX había tres centros correctores de mujeres descarriadas, y las Micaelas era uno de ellos. El edificio del convento se realiza en un viejo caserón del barrio de Chamberí, en la actual calle de Sagunto. Con los años el recinto se iría ampliando y acogiendo cada vez más mujeres. En 1888 el centro de Chamberí fue abandonado y se trasladó a la calle Ferraz

## Convento en la cultura
Uno de los principales referentes es la novela de Benito Pérez Galdós titulada Fortunata y Jacinta retrata la vida monástica de las micaelas en la que se ve inmersa Fortunata como purificación de su pasado. En tiempos de Benito Pérez Galdós el convento ya era muy popular. En la serie de televisión española rodada en 1980.